# Perlachturm

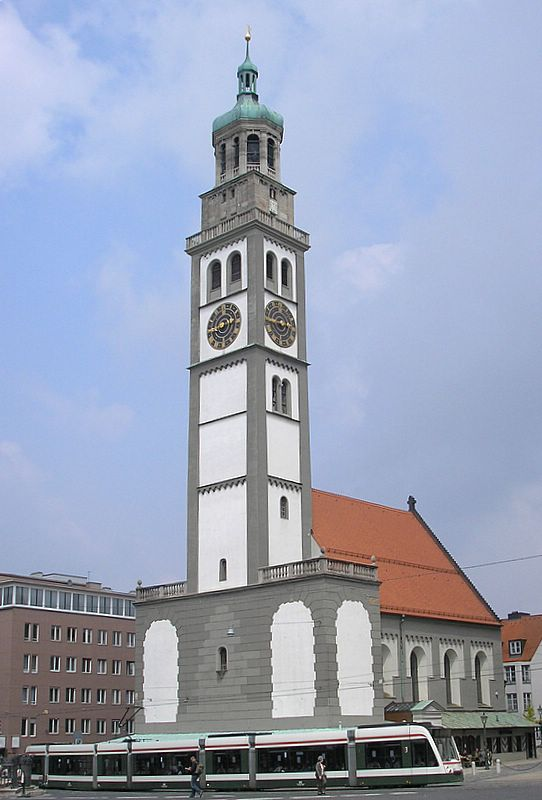
Perlachturm

Perlachturm är en av Augsburgs främsta sevärdheter. Det är ett 70-meter högt torn i centrala Augsburg som ursprungligen byggdes som ett vakttorn år 1182. 1614 höjdes tornet till den nuvarande höjden under ledning av arkitekten Elias Holl när det närliggande stadshuset (Augsburger Rathaus) byggdes.
Varje år den 29 september brukar barn i Augsburg samlas för att titta på klockan i tornet när mekaniska figurer kommer ut ur små dörrar vid klockan varje timme i en fest som kallas Turamichelefest.